# Arrow Classic Rock

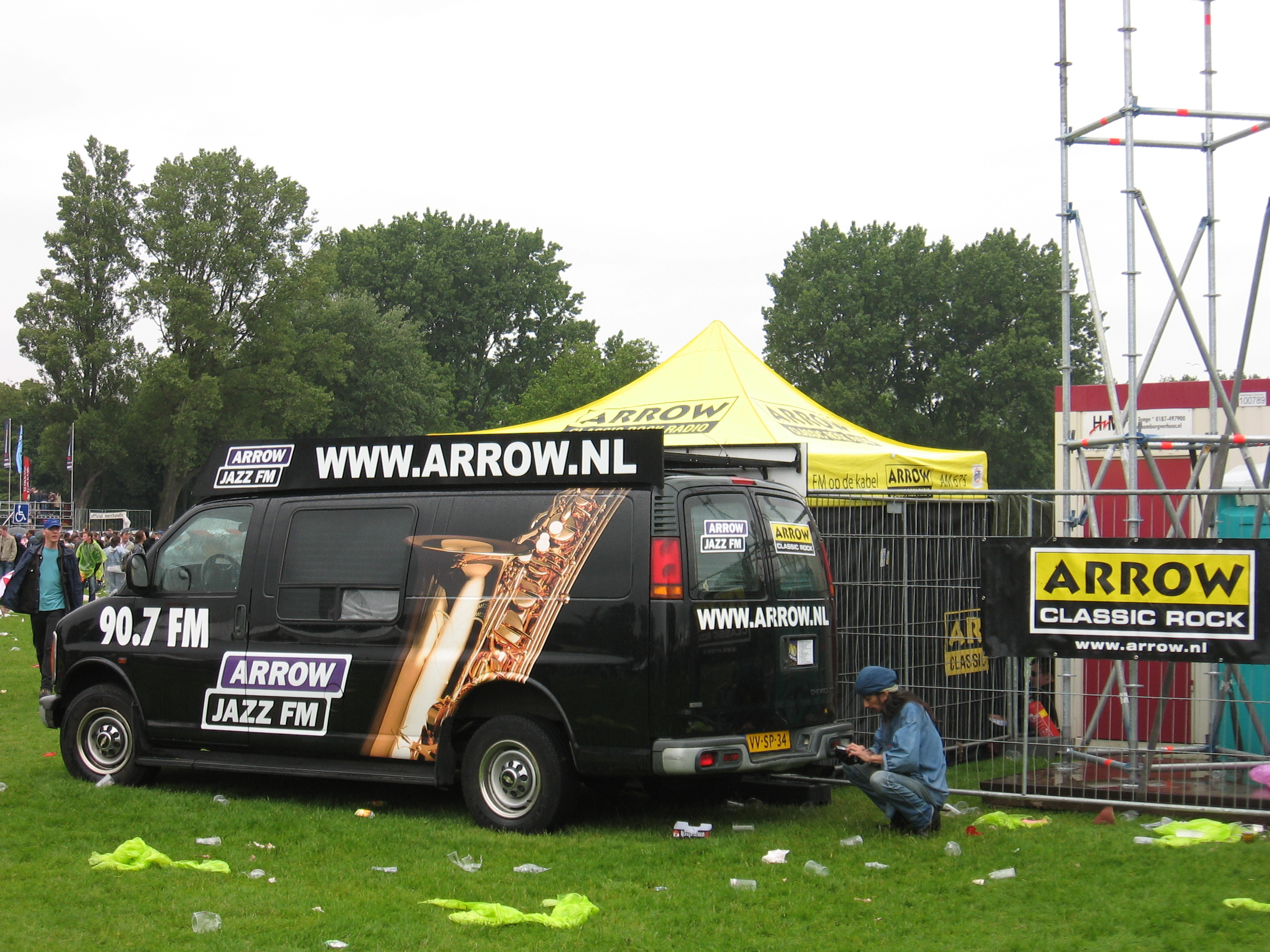

Arrow Classic Rock is een landelijke commerciële radiozender in Nederland, die een mix van classic rock en modern rock afspeelt. Tot 7 december 2020 waren in de avonduren diverse programmaspecials te horen. Op maandagavond presenteerde Horst Vonberg (van webzine Lords of Metal) het programma Arrow High Voltage! (metal/hardrock), op dinsdagavond presenteerde Maarten Goossensen (van website Progwereld) het programma Symfo Mania! (symfonische/progressieve rock) en op woensdag was de Bluesbox met Gerry Jungen te horen.
De zender is te ontvangen via DAB+, Digitenne en internet. Vanaf 1 september 2017 was Arrow Classic Rock tijdelijk niet meer te beluisteren via DAB+. Sinds 18 juni 2021 is Arrow in geheel Nederland weer te beluisteren op DAB+, met uitzondering van Texel, Vlieland, het grootste deel van Terschelling en het zuiden van de provincie Zeeland.

## Geschiedenis
Ad Ossendrijver en Willem van Kooten begonnen in het najaar van 1996 met Arrow Classic Rock Radio. De zender zond 24 uur per dag non-stop rockmuziek uit via de kabel. De filosofie was: eerst geld verdienen, daarna dj's aantrekken. Op 1 april 1997 zouden de etherfrequenties worden verdeeld. Dit liep anders. Pas in 2003 ging de Nederlandse overheid na vele juridische procedures over tot het verdelen van FM-frequenties.
Op 15 januari 1998 stopte Hitradio Veronica met uitzenden via de middengolf. Arrow Classic Rock Radio nam een van haar frequenties over: 828 kHz, uitgezonden vanuit Heinenoord. Hiermee kon een groot deel van Nederland bereikt worden via de ether. Later dat jaar werd gestart met gepresenteerde programma's in de avonduren. Gerry Jungen maakte de overstap van de VARA naar Arrow Classic Rock. René van den Abeelen, die bij Radio Noordzee Nationaal drie jaar lang Rock uit Holland had samengesteld en gepresenteerd, nam in februari 1998 de Classic Album Special over. Hij verzorgde van dat wekelijkse programma de redactie en presentatie. Verder was hij verantwoordelijk voor de redactie van de wekelijkse Rolling Stones Special die werd gepresenteerd door Luc van Rooij. Later namen Harry de Winter (1999) en Kees Baars (2001) ook plaats achter de Arrow-microfoon.
In mei 2003 werden de Nederlandse etherfrequenties pas echt verdeeld. Daarbij bood Arrow Classic Rock een normaal - terug te verdienen - bedrag op verschillende FM-frequentiekavels. Ze vielen door hun reële bieding bij alle kavels buiten de boot omdat andere partijen veel hogere bedragen boden. Zodoende stond de zender zonder etherfrequentie. Al snel werd een deal gesloten met Music Country B.V., de eigenaar van AM 675 waardoor Arrow Classic Rock toch in de ether kwam per 1 juni 2003.
Begin 2004 begon het bedrijf achter Arrow Classic Rock een zusterzender op FM genaamd Arrow Jazz FM. Het geclausuleerde 'Jazz' FM-kavel was in mei 2003 niet verdeeld en werd in november 2003 alsnog aan Van Kooten en Ossendrijver toegewezen.
In 2006 trad PCM als aandeelhouder toe tot de Arrow Media Group en werd cross media nagestreefd. Dit werd niet echt een succes waardoor Ad Ossendrijver alle aandelen kocht en zelfstandig met Arrow Classic Rock en Arrow Jazz FM doorging, geëxploiteerd door Crosspoints BV.
Per 1 juli 2007 nam het bedrijf Crosspoints BV van Ad Ossendrijver de etherfrequenties van Caz! over van SBS Broadcasting en plaatste direct Arrow Classic Rock op de FM-frequenties. De AM675 werd per begin 2008 overgedaan aan Radio Maria. In mei en juni 2008 begon Arrow met de testen van Arrow Talks op 828 kHz, 362 m. Maar het bleef slechts bij een test. Op 10 juli 2008 zette de Arrow Radio-groep de radiozender Caz! tijdelijk op de ruimte van de AM frequentie 828 kHz, 362 m.
Van 2003 tot en met 2008 organiseerde de zender jaarlijks het Arrow Rock Festival. In oktober staat Arrow in het teken van Rocktober, wat inhoudt dat de Arrow Rock 500 en andere Top-X lijsten worden gedraaid in het teken van symfo, metal en blues.

## Tijdelijke tweede zender
Op de AM 675 kHz, 444 m was van 1 juli 2007 t/m 31 januari 2008 een tijdelijke tweede versie van Arrow Classic Rock te horen. De eerste twee weken van deze periode werd uitsluitend non-stop muziek van de Rolling Stones uitgezonden, daarna werd er ook non-stop (voornamelijk) rockmuziek van andere artiesten gedraaid met dag en nacht hier tussendoor verwijsteksten naar de nieuwe FM-frequenties van dit radiostation. Dit met uitzondering van een korte onderbreking van enige dagen rond half december 2007 toen alleen maar deze verwijzingen waren te horen zonder enige muziek, spraak enz. Op de laatste dag van deze periode (31 januari 2008) waren deze verwijzingen echter vervangen door de Engelstalige tekst "This is the last day Arrow Classic Rock will be broadcasting on this frequency. If you want to listen to Arrow from outside The Netherlands, we recommend our livestream on www.arrow.nl" tussen de (ook op die dag) non-stop muziek door. Vanaf tien uur was op die avond echter een heruitzending van de bovenste 15 nummers van de Arrow Rock 500 uit 2005 die destijds gepresenteerd werd door Willem van Kooten te horen met af en toe hier tussendoor een vrouwenstem dat in verband met het afscheid van Arrow na ongeveer tien jaar uitzendingen op de middengolf deze heruitzending plaatsvond. De allerlaatste tien minuten werd ingevuld door een afscheidstoespraak van de directeur van Arrow Classic Rock, Ad Ossendrijver zelf. Tot slot werd hierna Fluff van Black Sabbath gedraaid dat iedere middernacht op Arrow Classic Rock op de FM te horen is. Tijdens de nacht van 31 januari 2008 op 1 februari 2008 werd om exact middernacht de 675 kHz/444 m-zender te IJsselstein omgeschakeld van Arrow Classic Rock naar Radio Maria.

### Problemen door financiële crisis
Met twee doelgroepzenders op FM tegen zeer hoge licentiekosten, was het door het teruglopen van de radioreclame markt in combinatie met het door de crisis niet kunnen aantrekken van financiering noodzakelijk de FM te verlaten. Met de Nederlandse overheid bleken geen afspraken mogelijk. Op 16 februari 2009 wordt in een persbericht duidelijk gemaakt dat staatssecretaris Frank Heemskerk middels het Agentschap Telecom laat weten dat Arrow Classic Rock en Arrow Jazz FM (Zerobase Kavel A07 en Zerobase Kavel A08) per 11 maart 2009 op FM moeten stoppen. Als reden wordt gegeven dat herhaaldelijk niet aan de betalingsregelingen is voldaan. Het is voor het eerst in de geschiedenis dat een legale commerciële landelijke omroep etheruitzendingen moet stoppen. Verder stelt Heemskerk dat er een oneerlijke concurrentie ontstaat tussen vergunninghouders die wel netjes aan de betalingsverplichting voldoen en degenen die niet (volledig) konden betalen. In de tijd van de kredietcrisis werd het de Arrow-zenders niet toegestaan een betalingsregeling te treffen. Dit terwijl de Nederlandse overheid wel andere bedrijven in allerlei branches hielp. Voor het kavel A07 heeft Arrow sinds de toetreding van de FM frequentie op 1 juli 2007 behoorlijke bedragen betaald maar desondanks een schuld opgebouwd van bijna 5 miljoen euro, en voor Arrow Jazz FM sinds de veiling van 1 september 2003 een schuld van ruim 1 miljoen euro.
Eigenaar Ad Ossendrijver zei tegenover het ANP het te betreuren dat het Agentschap Telecom met de steun van de staatssecretaris zo'n rigide maatregel heeft toegepast ten tijde van een serieuze kredietcrisis en waardoor ook miljoenen Nederlandse luisteraars worden getroffen. Ossendrijver zegt dat een betalingsregeling met de overheid die aansluit in tijd van kredietcrisis is afgewezen en wijst op het verschil tussen de grote commerciële radiozenders en de kleine doelgroepzenders die ook nog eens voor pluriformiteit van het medialandschap zorgen.
Crosspoints heeft op 24 februari 2009 een actie via de radiostations en websites bekendgemaakt. Luisteraars werden gevraagd een donatie te doen om de beide zenders in de lucht te houden. Dit is gelukt, beide zenders maakten een doorstart via de Nederlandse kabelnetten, online en AM828. Op 11 maart 2009 even na middernacht werden beide stations afgeschakeld van hun FM-frequenties. De rockzender was van 10 maart 2009 tot 5 mei 2009 nog te ontvangen op AM 828 kHz. Op 28 april 2009 vroegen Rokit B.V. en Crosspoints B.V. zelf het faillissement aan teneinde een doorstart mogelijk te maken.

### Doorstart
Op 30 mei 2009 wordt in een persbericht bekendgemaakt dat de beide Arrow zenders en Caz! een doorstart maken. Flux Media Factory B.V. (bestaande uit holdingmaatschappij Exceed van zakelijke dienstverlener Conclusion, mediabedrijf Twister Media Group en Ad Ossendrijver) heeft met de curator een akkoord bereikt over de overname van de Arrow-zenders. In het persbericht wordt ook bekendgemaakt dat Flux Media Factory zich vooral gaat richten op distributie van de drie zenders via kabel en internet. Etherdistributie wordt niet op voorhand uitgesloten, maar alleen tegen "reële vergunningskosten".

## Programma's
Ten tijde van Arrow Classic Rock op de FM waren er diverse gepresenteerde programma's op de zender te horen. Rinse Blanksma presenteerde Roadrunner sinds 12 november 2007 tot 29 april 2009. De middageditie van dit programma werd gepresenteerd door Maurice Verschuuren. Verder was Manuëla Kemp met de middagshow Rock Temple tussen twaalf en drie uur, en Marisa Heutink met het avondprogramma Rock of Ages te horen op de zender. In het weekend zijn er diverse thema uren met verschillende soorten rock muziek. Op de doordeweekse avond is vrijwel non-stop muziek te horen onder Classic Rock Around The Clock, met op het uur voor middernacht Easy Rock & Ballads. Verder zijn er op een aantal dagen speciale programma's in de avond gemaakt, zoals iedere dinsdag van negen tot tien uur Arrow Symfonisch dat werd gepresenteerd door Kees Baars, Arie Verstegen en sinds september 2015 – als Arrow Symfo Mania – door Maarten Goossensen; BluesBox door Gerry Jungen op iedere woensdagavond van negen tot tien; en tot slot Wintertijd met Harry de Winter, iedere vrijdag het uur voor middernacht presenteerde.
Vanaf 14 februari 2011 is er elke maandag van negen tot tien hardrock en heavy metal te horen in het programma Arrow HIGH VOLTAGE! Het programma werd vanaf het begin gepresenteerd door Liselotte 'Lilo' Hegt, die zelf als zangeres en bassiste in Nederlandse metal- en hardrockbands actief is. Zij speelt onder andere bij 'Robby Valentine' en 'Dial'. Vanaf 5 september 2016 is Horst Vonberg de samensteller en presentator van dit programma.
Op 8 december 2020 werden alle drie specials zonder vooraankondiging geannuleerd door Arrow omdat het "echt commerciële keuzes moet maken". Ze werden volgens hun gebruikelijke programmering voortgezet op website Arrow Bluesrock en DAB+ in enkele regio's. In oktober 2021 stopte BluesBox (en werd opgevolgd door Muziek voor volwassenen met Johan Derksen), in juni 2023 werd Symfo Mania stilletjes beëindigd onder het mom van zomer reces, en na augustus 2023 stopte ook High Voltage.

## Arrow Classic Rock Noord
Arrow Classic Rock Noord was van 10 april 2011 t/m 28 februari 2013 een regionale versie van Arrow Classic Rock die uitzond in Noord- en Oost-Nederland. Het was de voortzetting van City FM Editie Noord.
Het programma Arrow Classic Rock Noord werd geproduceerd door Flux Media Factory B.V. in opdracht van NDC Mediagroep. De zender speelde rockmuziek van 'alle tijden'. Op 1 maart 2013 werd de zender vervangen door Freez FM.
Lijst van radiozenders in Nederland